# Lo-Reninge
Lo-Reninge è un comune belga di 3 320 abitanti, situato nella provincia fiamminga delle Fiandre Occidentali.